# День мобилизационного работника Украины
День мобилизационного работника Украины (укр. День мобілізаційного працівника) — национальный профессиональный праздник, который отмечается на Украине ежегодно 17 марта. Приказ Министра обороны Украины от 26.09.2016 №497 "Про встановлення Дня мобілізаційного працівника", для Вооруженных Сил Украины учрежден День мобилизационного работника - 17 марта.

## История и празднование
22 августа 2000 года министр обороны Украины генерал Александр Иванович Кузьмук издал приказ «Об учреждении Дня мобилизационного работника».
Дата для проведения этого дня была выбрана не случайно. Согласно сайту Министерства обороны Украины, 14 сентября 1993 года Управление мобилизации и комплектования Главного штаба Вооруженных Сил Украины (созданное примерно за год до этого — 12.09.1992) было реорганизовано в ГОМУ (Главное организационно-мобилизационное управление).
Уже традиционно, в «День мобилизационного работника Украины», руководство страны и высшие чины Вооружённых сил Украины поздравляют своих подчинённых с этим профессиональным праздником, а наиболее отличившиеся сотрудники призывных пунктов награждаются государственными наградами, внеочередными воинскими званиями, памятными подарками, премиями, правительственными грамотами и благодарностями командования.
«День мобилизационного работника Украины» не является нерабочим днём, если, в зависимости от года, не попадает на выходной.